# Stefanie Theis
Stefanie Theis (geboren 1956 in Trier) ist eine deutsche Rechtsanwältin und Fachanwältin für Bau- und Architektenrecht sowie Vergaberecht. 2009 wurde sie vom Landtag Rheinland-Pfalz zur Richterin am Verfassungsgerichtshof Rheinland-Pfalz gewählt und 2015 wiedergewählt.

## Beruflicher Werdegang
Stefanie Theis machte in Trier Abitur und studierte anschließend Rechtswissenschaften an der Johannes Gutenberg-Universität Mainz. Nach ihren beiden Staatsexamina 1980 und 1983 ergriff die Juristin den Beruf der Rechtsanwältin. Sie spezialisierte sich auf das Bau- und Architektenrecht und erwarb 2006 die Qualifikation zur Fachanwältin für Bau- und Architektenrecht. Ab 1996 war Stefanie Theis fünf Jahre lang an der Fachhochschule Karlsruhe als Lehrbeauftragte für Europäisches Baurecht tätig. 2016 qualifizierte sie sich zur Fachanwältin für Vergaberecht.
Am 4. Juni 2009 wurde Stefanie Theis zum ordentlichen nichtberufsrichterlichen Mitglied des Verfassungsgerichtshofs Rheinland-Pfalz gewählt. Am 21. Dezember 2009 wurde sie vereidigt. Kurz vor Ablauf ihrer Amtszeit am 3. Juni 2015 schlug der Ältestenrat des Landtags sie erneut für eine sechsjährige Amtszeit vor und sie wurde ein zweites Mal gewählt.
Seit 2010 ist die Juristin zudem Rechtsberaterin der Ingenieurkammer Rheinland-Pfalz. Sie ist auch Referentin in der Fachanwaltsausbildung und als Fortbildungsreferentin im Bau- und Vergaberecht unter anderem für die Kommunalakademie Rheinland-Pfalz e. V. tätig.

## Auszeichnungen und Ehrungen
- Januar 2020: Auszeichnung als Top-Anwältin für Baurecht durch die Zeitschrift Wirtschaftswoche[6]

## Ämter und Mitgliedschaften
- ehemalige Landesvorsitzende der Arbeitsgemeinschaft sozialdemokratischer Juristen[2]
- Mitglied des Bauausschusses in Hahnheim[2]
- Fortbildungsreferentin für Bauvertrags-, Architekten-  und öffentliches Vergaberecht im Deutschen Anwaltsverein[1]
- Schiedsrichterin und Schlichterin für Baustreitigkeiten im Deutschen Anwaltsverein[1]

## Privatleben
Die Juristin ist mit  dem Rechtsanwalt, Ministerialdirigenten a. D. und Bürgermeister a. D. Werner Theis verheiratet und hat zwei erwachsene Kinder. Sie lebt in Hahnheim.

## Publikationen (Auswahl)

### Monographien
- Axel Wirth, Stefanie Theis: Architekt und Bauherr: fallorientierte Erläuterungen zum Architekten- und Ingenieurvertrag ; Abschluß, Abwicklung, Vergütung ; Rechtsprechung, Fallbeispiele, Verhaltensregeln, Ratgeber, Checklisten. Mai 1997 –, ISBN 3802804473
- Stefanie Theis: Architekten- und Ingenieurverträge. RWS-Vertragsmuster 2. RWS Verlag Kommunikationsforum, 2., neubearbeitete Auflage 1999, ISBN 3814527011

### Kommentare
- Mitautorin von: Andreas Ebert, Karlgeorg Stork, Franz Aschenbrenner (Hrsg.):  Praxiskommentar zur HOAI 2013: die Modernisierung der Leistungsbilder. De Gruyter, Berlin 2015